# KAC 1909
Der KAC 1909 (voller Name laut ZVR: Klagenfurter Athletiksport Club Fußball 1909) ist ein österreichischer Fußballverein aus der Kärntner Landeshauptstadt Klagenfurt am Wörthersee und Zweigverein des Klagenfurter Athletiksportclubs.
Die erste Fußballmannschaft spielte seit der Saison 2017/18 in der Kärntner Liga, eine der vierthöchsten Spielklassen Österreichs. Am 9. Juli 2012 beschloss die Klubführung, das Gründungsjahr in den Vereinsnamen aufzunehmen und nennt sich seither „KAC 1909“. Es wird auch die Bezeichnung „FC KAC“ oder „FC KAC 1909“ verwendet, um sich damit vom Eishockeyteam „EC KAC“ deutlicher abzugrenzen. Sowohl der FC als auch der EC sind Sparten des Klagenfurter AC.

## Geschichte
Der Klagenfurter AC wurde im Jahre 1909 als erster Fußballverein Kärntens mit dem vollen Namen I. Fußball- und Athletik-Sportclub Klagenfurt ins Leben gerufen. Mit Realschule Klagenfurt gab es zu diesem Zeitpunkt bereits ein Fußballteam in Kärnten, gegen das der Klagenfurter AC sein erstes Spiel bestritt und 0:6 unterlag. Das erste offizielle Wettspiel fand bald darauf gegen den steirischen Verein Knittelfelder AC statt. Gemeinsam mit der Austria Klagenfurt entwickelte sich der Klagenfurter AC bald zur spielstärksten Mannschaft des Landes und obsiegte 1921/22 in der ersten ausgetragenen Kärntner Landesmeisterschaft. Auch 1923/24, 1926/27, 1928/29, 1936/37 und 1938/39 vermochte der Klub sich in die Siegerlisten einzutragen und vertrat damit Kärnten mehrmals bei der österreichischen Amateurmeisterschaft. Bestes Resultat war hierbei 1936/37 das Erreichen des Ostkreisfinales gegen den Post SV Wien. Das Hinspiel in Wien ging 2:5 verloren, wobei man zwei Elfmeter in Kauf nehmen musste, das Rückspiel gewann der Klub allerdings 4:2, so dass fast die Sensation glückte. Als besondere Ehre war zudem kurz zuvor Walter Werginz 1936 zu den Olympischen Spielen 1936 nach Berlin berufen worden, wo er mit der österreichischen Mannschaft die Silbermedaille gewann.
Nach dem Zweiten Weltkrieg wurde Klagenfurter AC Gründungsmitglied der Tauernliga 1949/50, die nun im Bereich Kärnten und Salzburg die zweite österreichische Spielstufe darstellte. Bereits 1950/51 gelang mit dem Sieg in der zweiten Liga der wohl größte Triumph der Nachkriegszeit, der Klagenfurter AC trat allerdings zu Gunsten des zweitplatzierten Villacher SVs von der Teilnahme an der Staatsligarelegation zwischen dem Staatsligaklub LASK Linz und Polizei SV Innsbruck zurück (welche letztlich den Weiterverbleib des LASK in der Staatsliga brachte). So blieb der Klub bis zur Regionalligareform 1959/60 in der zweitklassigen Tauernliga und nach dem Ausstieg des Kärntner Verbandes in der Kärntner Landesliga. Anfang der 1960er Jahre begannen mit Peter und Friedrich Koncilia zwei später berühmte Nationalspieler ihre Karriere beim Klagenfurter AC. Mit dem Gewinn der Landesmeisterschaft 1964 konnte der Klub schließlich in die zweitklassige Regionalliga Mitte aufsteigen und blieb dort von 1964/65 bis 1968/69 insgesamt fünf Saisons. Seit dem Abstieg konnte der Klub allerdings nicht mehr an die alten Erfolge anschließen, stieg zwischenzeitlich sogar bis in die 2. Klasse (unterste Spielklasse überhaupt ab), schaffte aber die Rückkehr in die fünftklassige Unterliga Ost, in der der KAC auch aktuell (2015/16) vertreten war. Ein Gastspiel in der Kärntner Liga in der Saison 2007/08, als der KAC als Zweiter der Unterliga Ost 2006/07 sich gegen den Zweiten der Unterliga West, SV BW Sachsenburg, deutlich behauptet hatte (A 4:1, H 6:1), dauerte nur ein Jahr.

### Eishockey
Weitaus erfolgreicher als die Fußballabteilung ist die 1923 gegründete Eishockeyabteilung, die mit 32 Meistertiteln österreichischer Rekordmeister ist.

## Erfolge
- 31 × Österreichischer Eishockeymeister
- 1 × Österreichischer Zweitligameister: 1951 (Tauernliga)
- 1 × Halbfinalist Amateurstaatsmeisterschaft: 1937
- 9 × Kärntner Landesmeister: 1922, 1924, 1927, 1929, 1937, 1939, 1948, 1951 (Tauernliga), 1964
- 3 × Kärntner Landescupsieger: 1925, 1926, 1936